# Čerek
Il Čerek (in russo Черек?; in lingua cabarda: Шэрэдж; in lingua caraciai-balcara: Чере́к) è un fiume della Russia europea meridionale (Cabardino-Balcaria), affluente di destra del Baksan.

## Descrizione
Il fiume è formato dalla confluenza del Balkarskij Čerek (lungo 54 km) e del Bezengijskij Čerek (lungo 46 km), vicino al villaggio di Babugent. Passa attraverso catene montuose e strette gole di montagna, poi si estende attraverso un'ampia pianura alluvionale formando rami e canali. La lunghezza del Čerek è di 79 km. L'area del suo bacino è di 3 070 km².